# Frans voetbalkampioenschap 1941/42
1941/42 was het derde van de zes oorlogsseizoenen in het Franse voetbal. Geen van de zes kampioenschappen is officieel, waardoor de titels niet bij het palmares van de clubs geteld worden. Een aantal clubs weigerden deel te nemen aan de competitie tijdens de Tweede Wereldoorlog.

## Klassement

### Bezette zone
| Plaats | Club                        | Ptn | Wed | W  | G | V  | DV | DT | DS  |
| ------ | --------------------------- | --- | --- | -- | - | -- | -- | -- | --- |
| 1      | Stade de Reims              | 24  | 16  | 10 | 4 | 2  | 34 | 14 | +20 |
| 2      | FC Rouen                    | 23  | 16  | 9  | 5 | 2  | 34 | 20 | +6  |
| 3      | Red Star Olympique Audonien | 22  | 16  | 2  | 4 | 5  | 38 | 21 | +17 |
| 4      | RC Paris                    | 17  | 16  | 7  | 3 | 6  | 32 | 35 | -3  |
| 5      | Girondins ASP               | 16  | 16  | 6  | 4 | 6  | 28 | 24 | +4  |
| 6      | CA Paris                    | 13  | 16  | 5  | 3 | 8  | 20 | 24 | -4  |
| 7      | Stade Rennais UC            | 13  | 16  | 4  | 5 | 7  | 22 | 28 | -62 |
| 8      | Le Havre AC                 | 13  | 16  | 6  | 1 | 9  | 32 | 39 | -7  |
| 9      | Amiens Athlétic Club        | 3   | 16  | 0  | 3 | 13 | 18 | 53 | -35 |

### Vrije Zone
| Plaats | Club                   | Ptn | Wed | W  | G | V  | DV | DT | DS  |
| ------ | ---------------------- | --- | --- | -- | - | -- | -- | -- | --- |
| 1      | FC Sète                | 25  | 16  | 11 | 3 | 2  | 26 | 11 | +15 |
| 2      | Toulouse FC            | 20  | 16  | 8  | 4 | 4  | 31 | 11 | +20 |
| 3      | Olympique Alésien      | 16  | 16  | 6  | 4 | 6  | 21 | 25 | -4  |
| 4      | AS Saint-Étienne       | 16  | 16  | 7  | 2 | 7  | 22 | 30 | -8  |
| 5      | Olympique de Marseille | 15  | 16  | 5  | 5 | 6  | 31 | 25 | +6  |
| 6      | AS Cannes              | 14  | 16  | 4  | 6 | 6  | 22 | 21 | -1  |
| 7      | OGC Nice               | 14  | 16  | 5  | 4 | 7  | 19 | 27 | -8  |
| 8      | Nîmes Olympique        | 14  | 16  | 5  | 4 | 7  | 12 | 21 | -9  |
| 9      | SO Montpellier         | 10  | 16  | 4  | 2 | 10 | 14 | 27 | -13 |

### Verboden Zone
| Plaats | Club                  | Ptn | Wed | W  | G  | V  | DV | DT | DS  |
| ------ | --------------------- | --- | --- | -- | -- | -- | -- | -- | --- |
| 1      | RC Lens               | 58  | 22  | 16 | 4  | 2  | 75 | 18 | +57 |
| 2      | SC Fives              | 55  | 22  | 15 | 3  | 4  | 50 | 24 | +26 |
| 3      | US Bruay              | 48  | 22  | 8  | 10 | 4  | 31 | 21 | +10 |
| 4      | Excelsior AC Roubaix  | 48  | 22  | 10 | 6  | 6  | 50 | 36 | +14 |
| 5      | OIC Lille             | 46  | 22  | 10 | 4  | 8  | 36 | 35 | +1  |
| 6      | US Valenciennes-Anzin | 44  | 22  | 7  | 8  | 7  | 32 | 40 | -8  |
| 7      | S. Orchies            | 43  | 22  | 7  | 7  | 8  | 35 | 34 | +1  |
| 8      | Racing Club d'Arras   | 42  | 22  | 8  | 4  | 10 | 36 | 38 | -2  |
| 9      | ES Bully              | 42  | 22  | 9  | 2  | 11 | 32 | 41 | -9  |
| 10     | US Tourcoing          | 39  | 22  | 5  | 7  | 10 | 38 | 50 | -12 |
| 11     | S. Roubaix            | 32  | 22  | 4  | 2  | 16 | 28 | 76 | -48 |
| 12     | RC Roubaix            | 31  | 22  | 4  | 1  | 17 | 23 | 53 | -30 |

1932/33 · 1933/34 · 1934/35 · 1935/36 · 1936/37 · 1937/38 · 1938/39 · 1939/40 · 1940/41 · 1941/42 · 1942/43 · 1943/44 · 1944/45 · 1945/46 · 1946/47 · 1947/48 · 1948/49 · 1949/50 · 1950/51 · 1951/52 · 1952/53 · 1953/54 · 1954/55 · 1955/56 · 1956/57 · 1957/58 · 1958/59 · 1959/60 · 1960/61 · 1961/62 · 1962/63 · 1963/64 · 1964/65 · 1965/66 · 1966/67 · 1967/68 · 1968/69 · 1969/70 · 1970/71 · 1971/72 · 1972/73 · 1973/74 · 1974/75 · 1975/76 · 1976/77 · 1977/78 · 1978/79 · 1979/80 · 1980/81 · 1981/82 · 1982/83 · 1983/84 · 1984/85 · 1985/86 · 1986/87 · 1987/88 · 1988/89 · 1989/90 · 1990/91 · 1991/92 · 1992/93 · 1993/94 · 1994/95 · 1995/96 · 1996/97 · 1997/98 · 1998/99 · 1999/00 · 2000/01 · 2001/02 · 2002/03 · 2003/04 · 2004/05 · 2005/06 · 2006/07 · 2007/08 · 2008/09 · 2009/10 · 2010/11 · 2011/12 · 2012/13 · 2013/14 · 2014/15 · 2015/16 · 2016/17 · 2017/18 · 2018/19 · 2019/20 · 2020/21 · 2021/22 · 2022/23 · 2023/24 · 2024/25